# Johnny Paycheck
Johnny Paycheck (nascido como Donald Eugene Lytle; Greenfield, 31 de maio de 1938 – Nashville, 19 de fevereiro de 2003) foi um cantor, compositor, multi-instrumentista de música country e participante notável do programa semanal de música Country Grand Ole Opry. Conhecido também por gravar a música ''Take This Job and Shove It'' de David Allan Coe. Ele alcançou o seu maior sucesso na década de 1970, como uma força na musica country com o movimento "Outlaw", popularizada por artistas como o próprio Coe, Waylon Jennings, Willie Nelson, Billy Joe Shaver, e Merle Haggard. Na década de 80, sua carreira na música caminhou mais lentamente devido aos seus problemas com uso de drogas, álcool e problemas legais. Ele foi preso no inicio de 1990 e a sua saúde em declínio efetivamente acabou com sua carreira no início de 2000. Em 1980, Paycheck apareceu no programa de música da PBS Austin City Limits (quinta temporada).

## Início de carreira
Johnny Paycheck nasceu com o nome de Donald Eugene Lytle em 31 de Maio de 1938, em Greenfield, no estado de Ohio. Com 9 anos, Lytle já estava tocando em concursos de talento. Ele participou de um trabalho com a lenda da música country George Jones , para quem ele tocou baixo e guitarra havaiana. Mais tarde, ele co-escreveu a canção de sucesso de Jones "Once You've Had the Best." Paycheck cantou com inúmeros cantores de country no fim da década de 50 e início da década de 60, incluindo Ray Price. Paycheck, junto com Willie Nelson, trabalhou na banda de Price Cherokee Cowboys. Ele é caracterizado como um cantor tenor em gravações de Faron Young, Roger Miller, e Skeets McDonald.[carece de fontes?] Em 1960, ele atingiu o Top 35 na revista Cashbox no ranking de música country com  Donny Young com a música ''Miracle Of Love". A partir de meados dos anos 60, ele também aproveitou de algum sucesso compondo músicas para outros, com a sua maior composição sendo "Apartament No. 9'', que foi o primeiro sucesso de Tammy Wynette  no ranking de música country em dezembro de 66.[carece de fontes?]
Em 1964, mudou seu nome legalmente para Johnny Paycheck, pegando o nome emprestado de Johnny Paychek, um lutador top ranked de box de Chicago, que uma vez lutou com Joe Louis pelo título dos pesos-pesados. Seu primeiro sucesso sob seu novo nome foi com a música "A-11", em 1965. Sua música best-seller deste período foi "She's All I Got" que alcançou o número #2  no ranking de música country dos EUA em 1971 e foi para a Billboard Hot 100. Sua música "Mr. Lovemaker" também alcançou o número #2 no ranking de música country dos EUA em 1973. Mas com a popularidade de Willie Nelson e Waylon Jennings, em meados da década de 70, Paycheck mudou a sua imagem para a de bandido, onde ele foi ter seu maior sucesso financeiro. [carece de fontes?]
Foi seu produtor Billy Sherrill que lhe ajudou a reviver sua carreira, alterando significativamente o seu som e a imagem. Sherrill foi conhecido por cuidadosamente coreografar suas músicas e infundia-las com um considerável sentimento de pop. As músicas de Paycheck foram claramente baseado em Sherrill nas bandas de apoio, Waylon Jennings e Willie Nelson nas músicas.
"Colorado Kool-Aid", "Me and the IRS", "Friend, Lover, Wife", "Slide Off of Your Satin Sheets", e "I'm the Only Hell (Mama Ever Raised)" foram sucessos de Paycheck durante esse período. Ele recebeu da Academia de Música Country o Career Achievement award em 1977.
''Para mim, um bandido é um homem que fez as coisas do seu jeito, quer você goste dele ou não. Eu fiz as coisas do meu jeito.'' — Johnny Paycheck[carece de fontes?]

## Mais tarde, a vida e a morte
Em 1981, Paycheck apareceu em um episódio do programa de televisão, The Dukes of Hazzard, como si mesmo.[carece de fontes?] A cena tinha ele tocando a música "Take This Job and Shove It" e discutindo com Boss Hogg, quando o xerife tenta brigar com ele por causa do conteúdo da canção.
Em dezembro de 1985, Paycheck foi condenado e sentenciado a sete anos de prisão por atirar em um homem no North High Lounge em Hillsboro, no estado de Ohio, ele disparou uma pistola .22, a bala atingiu de raspão na cabeça do homem. Paycheck alegou que o ato foi auto-defesa. Depois de vários anos lutando contra a sentença, ele começou a cumprir sua pena em 1989, passou 22 meses na prisão até ser perdoado pelo governador de Ohio, Richard Celeste.
Ouvi falar de fãs constantemente durante os dois anos.As cartas nunca pararam, de todo o mundo. Eu aguardava ansiosamente a chamada do correio todos os dias. — Johnny Paycheck após sua libertação da prisão.
O mais bem sucedido de seus últimos singles, lançado durante sua apelação judicial, foi "Old Violin", que atingiu o #21 no ranking de música country em 1986. Seu último a entrar no ranking foi "Mordern Times", em 1987. Ele continuou lançando álbuns, um de seus últimos, ''Remembering'' surgiu em 2002. Em 1990, ele declarou falência depois problemas com impostos com o IRS. Embora Paycheck era viciado em drogas e álcool durante sua carreira, mais tarde, ele disse ter "colocado sua vida em ordem" depois de sua prisão. Ele continuou a se apresentar e a fazer turnês até a década de 90.

## Saúde e morte
Depois de 2000, seu estado de saúde só servirá para aparições curtas. Após contrair enfisema e asma depois de uma longa doença, Paycheck morreu em Nashville, Vanderbilt University Medical Center, em 2003, com 64 anos.
Seu sepultamento foi doado pela lenda da música George Jones e o seu funeral, enterro e despesas foram pagas pelo ex-gestor Glenn Ferguson. Ele foi enterrado em Woodlawn Memorial Park Cemetery, em Nashville, e deixou sua esposa Sharon e seu filho Jonathan.

## Little Darlin' Records
Com o seu produtor, Aubrey Mayhew, Paycheck entrou como co-proprietário de sua empresa de música, Little Darlin' Records. As músicas de Paycheck na Little Darlin' continham o pedal steel de Lloyd Green. Até o final da década de 60, Little Darlin' Records faliu. No final da década de 90, depois levar anos para reconhecer, historiadores da música country começaram a reconhecer o distintivo e afiado som da Little Darlin' records como única em seu tempo, Paycheck em particular.[carece de fontes?]

## Legado
Um álbum de tributo, Toque Meu Coração: uma Homenagem a Johnny Paycheck (Touch My Heart: a Tribute to Johnny Paycheck), foi lançado em 2004, no Sugar Hill Label. Produzido por Robbie Fulks, o álbum conta com George Jones, Marshall Crenshaw, Hank Williams III, Al Anderson, Dallas Wayne, Neko Case, Gail Davies e Fulks cantando algumas das canções mais conhecidas de Paycheck.
Em sua canção "Grand Ole Opry (Ain't So Grand Anymore)", Hank Williams III homenageia Paycheck (e também Waylon Jennings) como um "verdadeiro rebelde". [carece de fontes?]

I'm a man who believes that right is right and wrong is wrong. Treat me right, and I will give you my all. Treat me wrong, and I will give you nothing. They don't like me for that, but that's the way I am." Johnny Paycheck[carece de fontes?]